# Qutb al-Din Bahadur Shah
Qutb al-Din Bahadur Shah, död 1536 (stupad mot portugiser), var sultan av Gujarat 1526–1535 och åter, efter tillfällig ockupation av stormogulen Humajun, 1535–1536. Det var Bahadur Shah som till portugiserna förlorade det område där staden Bombay anlades.